# Az öreg halász és a tenger (film, 1958)
Az öreg halász és a tenger (eredeti cím: The Old Man and the Sea) 1958-ban bemutatott amerikai filmdráma Spencer Tracy főszereplésével. A film Ernest Hemingway Nobel-díjas író világhírű regénye alapján készült, melyben az ember és a természet örök harcának egy megragadó mozzanatát eleveníti meg.

## Cselekmény
Már 84 napja, hogy az öreg halász nem fogott semmit. Kétségbeesésében úgy dönt, egyedül indul útnak, hátha így mellészegődik a szerencse. A nyílt tengeren egyszer csak kapást jelez a csali. A zsinór megindul, a horogra akadt hal vontatni kezdi a csónakot. Az öreg halász a tenger végtelen magányában pillantja meg először a hatalmas halat. A vadász és a vad között élethalálharc indul meg. A küzdelem harmadik napján a hal végre láthatóvá válik a víz felszíne alatt. Az öreg összeszedi maradék erejét, és ledöfi a szigonyával. A hal még utoljára feldobja magát, és ekkor látszik igazán, hogy nagyobb, mint a csónak. Az öreg a csónak oldalához köti, és vitorlát bontva hazaindul. Az első cápa éjszaka támad. Két órával később a dögszag társait is odacsalja. A keservesen szerzett zsákmány a cápák martalékává lesz.

## Szereplők
| Szereplő                 | Színész        | Magyar hang               | Magyar hang        |
| Szereplő                 | Színész        | 1. magyar változat (1969) | 2. magyar változat |
| ------------------------ | -------------- | ------------------------- | ------------------ |
| Narrátor (hangja)        | Spencer Tracy  | Somogyvári Rudolf         | Végvári Tamás      |
| Az öreg halász           | Spencer Tracy  | Molnár Tibor              | Kun Vilmos         |
| A fiú                    | Felipe Pazos   | Zeitler Zoli              | Bíró Attila        |
| Martin, kávézótulajdonos | Harry Bellaver | ?                         | ?                  |

## Díjak és jelölések
- Oscar-díj (1959)
  - díj: Legjobb filmzene – Dimitri Tiomkin
  - jelölés: Legjobb férfi főszereplő – Spencer Tracy
  - jelölés: Legjobb operatőr – James Wong Howe
- Golden Globe-díj (1959) 
  - jelölés: Legjobb színész – drámai kategória – Spencer Tracy

## Érdekességek
- Amikor Hemingwayt felkeresték a könyv megfilmesítése végett, az író elvitte a forgatókönyvírót, Peter Viertelt egy kubai falucskába, Cojimarba, ahol el kellett töltenie egy éjszakát egy olyan halászkunyhóban, mint amilyenben Santiago is élt. Ezután kimentek a tengerre és egyedül hagyta pár órára egy kis csónakban, hogy bemutassa a szituációt, amelyben a történet játszódik.[3]
- Hemingway kezdetben nem találta Spencer Tracyt megfelelőnek az öreg szerepére.[4]
- Amikor Hemingway Peruba utazott a filmes stábbal, hogy marlinra halássznak, hazatérve Hemingway így nyilatkozott: A filmesek elloptak 3-4 hónapot az életemből.[4]